# Terremoto de Colombia de 1979
El Terremoto de Colombia y Ecuador de 1979 fue un poderoso terremoto registrado el día miércoles 12 de diciembre de 1979, a las 2:59 a. m. (UTC -5), fue uno de los sismos más fuertes del siglo XX en Colombia. Su epicentro fue localizado en el Océano Pacífico, a 75 kilómetros de la costa de Tumaco y a 20,km de la frontera con ecuador. Su ubicación fue de 1.602º N y 79.363º W, magnitud de 8,1 (Mw), y profundidad superficial.
Este sismo originó un poderoso tsunami que afectó las costas de los departamentos de Nariño y Cauca, especialmente la zona comprendida entre Guapi y San Juan de la Costa. Según observaciones de testigos, fueron tres violentas olas con una altura mayor a 3 m, las cuales arrastraron a su paso personas, animales, viviendas y enseres. 
En ecuador ,las olas arrasaron pequeños puertos pesqueros y viviendas asentadas cerca de la línea de costa en la zona centro-norte del país vecino. 
Un informe de la Defensa Civil reveló que en toda la costa hubo 454 muertos y más de 1000 personas heridas; igualmente fueron averiadas más de 2000 casas y más de 3000 quedaron destruidas. 
El Charco, San Juan de la Costa, Mosquera y algunos caseríos costeros, fueron los sitios que quedaron totalmente arrasados. Según los reportes, en El Charco quedaron destruidas más del 50% de las viviendas y muchos edificios y aserríos. Solamente allí, hubo más de 100 muertos y aproximadamente 400 heridos. 
En San Juan de la Costa, las construcciones de concreto fueron muy afectadas por la onda sísmica, mientras que las de madera se comportaron mejor; pero cuando ocurrió el tsunami, todas las casas de madera fueron arrasadas por las olas. En total hubo 165 muertos y 280 casas destruidas, que corresponde a todas las casas que había ahí. 
En Tumaco colapsaron muchas viviendas, la mayoría de ellas fallaron por efecto de la licuación del suelo, pero no fue gravemente afectada por el tsunami. También se observó licuación del suelo en la Isla Gorgona, Chacón, El Charco, Sanquianga y San Juan de la Costa. 
En el interior del país, en poblaciones como Cali, Popayán y algunas de la zona andina de Nariño, también se produjeron daños considerables como agrietamientos de viviendas, caída de techos, colapso de muros, entre otros.
Se presentaron numerosas réplicas que duraron más de un mes, algunas de magnitud importante (+ 5,0) que mantuvieron en alerta a los habitantes de la región y agravaron los daños ocurridos.